# Gustavia (chi thực vật)
Gustavia là một chi thực vật có hoa trong họ Lecythidaceae, được Carolus Linnaeus miêu tả năm 1775. Các loài trong chi này là bản địa khu vực nhiệt đới Trung Mỹ và Nam Mỹ. Nhiều loài trong chi được đánh giá là nguy cấp; một số là cực kỳ nguy cấp Tuy nhiên, loài Gustavia superba trên thực tế lại rất phổ biến trong các loại hình rừng thứ sinh. Nó được trồng hay mọc tại khu vực miền bắc Nam Mỹ, từ Panama về phía nam qua dãy núi Andes xa tới Ecuador và dọc theo vùng duyên hải Caribe cũng như trong lưu vực Amazon.
Chi này được Linnaeus đặt tên theo tên vua Thụy Điển Gustav III của Thụy Điển (1746-1792).

## Các loài[2]
1. Gustavia acuminata - Nam Venezuela, Roraima
2. Gustavia angustifolia - Colombia, Ecuador
3. Gustavia augusta - Colombia tới Amapá và Bolivia
4. Gustavia brachycarpa - Costa Rica, Panama
5. Gustavia coriacea - V Amazonas
6. Gustavia dodsonii - Ecuador
7. Gustavia dubia - Colombia, Panama
8. Gustavia elliptica - Bắc Brasil
9. Gustavia erythrocarpa - Pará
10. Gustavia excelsa - Colombia
11. Gustavia flagellata - Bắc Venezuela
12. Gustavia foliosa - Colombia, Ecuador
13. Gustavia fosteri - Panama
14. Gustavia gentryi - Colombia
15. Gustavia gigantophylla - Đông Venezuela, Guyana
16. Gustavia gracillima - Colombia
17. Gustavia gracillipes - Colombia
18. Gustavia grandibracteata - Colombia, Panama
19. Gustavia hexapetala - Colombia tới Amapá và Bolivia
20. Gustavia inakuama - Peru
21. Gustavia latifolia - Colombia
22. Gustavia longepetiolata - Pará
23. Gustavia longifolia - Colombia, Ecuador, Peru, bắc Brasil
24. Gustavia longifuniculata - Colombia
25. Gustavia marcarenensis - Colombia, Ecuador, Peru, Venezuela
26. Gustavia monocaulis - Colombia, Panama
27. Gustavia nana - Colombia, Panama
28. Gustavia occidentalis - Valle del Cauca
29. Gustavia parviflora - Venezuela
30. Gustavia petiolata - Colombia
31. Gustavia poepiggiana - Colombia tới Guyana và Bolivia
32. Gustavia pubescens - Ecuador
33. Gustavia pulchra - Nam Venezuela, bắc Brasil
34. Gustavia romeroi - Colombia
35. Gustavia santanderiensis - Colombia
36. Gustavia serrata - Ecuador
37. Gustavia sessilis - Colombia
38. Gustavia speciosa - Colombia, Ecuador
39. Gustavia superba - Colombia, Panama, Ecuador
40. Gustavia tejerae - Zulia
41. Gustavia terminaliflora - Bắc Peru
42. Gustavia verticillata - Colombia, Panama